# Chromium OS
Chromium OS – otwarta wersja systemu Google Chrome OS. Kod źródłowy systemu został opublikowany 19 listopada 2009 roku na warunkach licencji BSD jako Chromium OS.

## Interfejs użytkownika
Chromium OS wykorzystuje nową stronę new:tab z przeglądarki Google Chrome. W porównaniu do poprzednich kompilacji, zastępuje ona stronę aplikacji. Chromium OS zawiera zegar i aplety powiadomień o stanach baterii i sieci. Klawisz F8 przełącza nakładki klawiatury, które pokazują funkcje wszystkich klawiszy wykorzystanych Chromium, łącznie z menedżerami zadań i pamięci również w przeglądarce Chrome, oraz interfejs wiersza poleceń akceptujący polecenia systemu Linux.